# L’Impartial (Schweiz)
L’Impartial war eine in La Chaux-de-Fonds im Kanton Neuenburg publizierte französischsprachige Tageszeitung der Schweiz. Sie wurde von der Société Neuchâteloise de Presse verlegt, die mehrheitlich zum Groupe ESH Médias (Editions Suisses Holding SA) von Philippe Hersant, dem Besitzer der Hersant-Gruppe, gehört. Im Januar 2018 ging sie in der neuen Zeitung ArcInfo auf.

## Geschichte
L’Impartial («Der Unparteiische») wurde am 1. Januar 1881 von Alexandre Courvoisier als parteiunabhängige Zeitung in La Chaux-de-Fonds gegründet. Die Courvoisier kamen aus Le Locle, wo sie eine Druckerei besassen. Das Redaktionsgebäude befand sich am Marktplatz, an der Rue Guillaume-Ritter 3.
Im Jahr 1967 nahm die Zeitung das 1806 ebenfalls von der Familie Courvoisier gegründete Feuille d’Avis des Montagnes, die Tageszeitung von Le Locle, in sich auf, was ihr ein Monopol im Hochplateau des Kantons Neuenburg verschaffte. 1992 übernahm der Herausgeber des Journal du Jura und des Bieler Tagblatts Marc Gassmann 55 % des Aktienkapitals des Impartial. Die WEMF-beglaubigte Auflage betrug 2017 10'132 (Vj. 10'382) verkaufte bzw. 10'353 (Vj. 10'616) verbreitete Exemplare, die Reichweite 30'000 (Vj. 32'000) Leser (WEMF MACH Basic 2017-I).
1996 begann nach langjähriger Rivalität mit einem gemeinsamen Mantel eine enge publizistische und technische Zusammenarbeit zwischen L’Impartial und dem in Neuenburg erscheinenden Express. Um das regionalpolitische Gleichgewicht zwischen «liberalen Bergen» und «konservativem See» zu wahren und die beim Beginn der Zusammenarbeit hochgehenden politischen Wogen zu glätten, trugen die beiden Regionalausgaben nicht nur weiterhin den angestammten Namen, sondern unterschieden sich ausser im Lokalteil auch in den Kommentaren zu kantonalen Angelegenheiten. Der Mantelteil und die Produktion auch der Nachfolgerzeitung ArcInfo erfolgen weiterhin in Neuenburg. Seit dem 7. Februar 2007 ist auch das in Biel erscheinende Le Journal du Jura, die Tageszeitung für den Berner Jura, auf die gleiche Art als Kopfblatt integriert.
1999 wurden die beiden Neuenburger Blätter in der Société Neuchâteloise de Presse zusammengeführt. An dieser hielt die Familie Wolfrath, seit 1814 im Besitz des Express, über ihre L’Express Communication Holding 62 %, die PubliGroupe 28,5 % und Marc Gassmann 9,5 % des Aktienkapitals. Im Frühling 2002 verkaufte die Besitzerfamilie Wolfrath die Express Communication Holding an die französische Groupe France-Antilles (heute: Groupe Hersant Média). Die Wettbewerbskommission bewilligte den Verkauf. Ein Versuch von PubliGroupe und Marc Gassmann, sich auf ein Vorkaufsrecht für die 62 % der Express Communication Holding zu berufen, blieb erfolglos. Hersant brachte danach seinen Anteil an den beiden Zeitungen in die neugegründete Groupe ESH Médias (Editions Suisses Holding SA) ein.
L’Impartial deckte die beiden Bezirke der Neuenburger Berge (La Chaux-de-Fonds und Le Locle), den Bezirk Freiberge (franz. Franches-Montagnes) im Kanton Jura sowie das Vallon de St-Imier im Berner Jura ab.
Bis März 2017 war Nicolas Willemin Chefredaktor der Zeitung, danach Eric Lecluyse und seit dem 1. Juni 2017 zusätzlich Stéphane Devaux für das Ressort Montagnes-Jura.

## Newsportal
2008 wurde ArcInfo gegründet, die gemeinsame multimediale Online-Plattform von Impartial und Express sowie des regionalen TV-Senders Canal Alpha, die deren redaktionelle Inhalte publiziert. Sie ist seit 2010 kostenpflichtig.

## Historisches Archiv
Anlässlich des 275-Jahr-Jubiläums der Schwesterzeitung L’Express im Jahr 2013 wurden in Zusammenarbeit mit der Bibliothèque publique et universitaire de Neuchâtel, der Bibliothèque de la Ville La Chaux-de-Fonds und der Schweizerischen Nationalbibliothek und finanziell unterstützt von der Loterie Romande und der Banque Cantonale Neuchâteloise sämtliche Ausgaben seit 1881 wie auch sämtliche Ausgaben des Express seit 1738 einschliesslich Texterkennung digitalisiert und werden seither gratis online zur Verfügung gestellt. Die Arbeiten für die Digitalisierung dauerten fünf Jahre und kosteten über 5 Mio. CHF.